# Asura intermedia
Asura intermedia är en fjärilsart som beskrevs av Nobukatsu Marumo 1923. Asura intermedia ingår i släktet Asura och familjen björnspinnare. Inga underarter finns listade i Catalogue of Life.